# Zizyphia
Zizyphia (лат.) — род молей из надсемейства Gelechioidea. Род относят к семейству молей выемчатокрылых (Gelechiidae), но могут включать и в семейство ширококрылых молей (Oecophoridae). На сегодняшний день его помещают в подсемейство Oecophorinae, но чаще всего его относят к плоским молям (Depressariinae).

## Классификация
В род включяют 2 вида:
- Zizyphia cleodorella Chrétien, 1908
- Zizyphia zizyphella Amsel, 1935